# Ёсикадзэ Масацугу
Ёсикадзэ Масацугу (род. 19 марта 1982 года, настоящее имя Масацугу Ониси) — бывший профессиональный борец сумо родом из Саики, префектура Оита, Япония. Бывший чемпион в любительском сумо, в 2004 году перешёл в профессиональное сумо, где два года спустя достиг высшей лиги. Высочайший ранг им достигнутый — сэкивакэ. До получения ранга комусуби в мае 2014 года дольше всех борцов макуути не мог достичь титулованного ранга. Лучшее выступление в июльском турнире 2015 года - занял второе место с результатом 12 побед против 3 поражений. В следующем турнире в сентябре 2015 победил двух ёкодзун и выиграл специальные призы за выдающееся выступление и технику. Ёсикадзе занимает второе месте в истории по долготе подъёма из макуути до сэкиваке, уступая только своему товарищу по школе Такеказе.
Удостоился десяти специальных призов и восьми золотых звёзд за победы над ёкодзунами.
В сентябре 2017 года снова стал сэкивакэ. Ёсикадзе стал пятым по возрасту борцом начиная со второй мировой войны, достигшим этого звания. На тот момент ему было 35 лет и 5 месяцев.

## Карьера
Ониси стал чемпионом по любительскому сумо, учась в Nihon Taiiku University, на третий год стал студенческим ёкодзуной. Он не хотел идти в профессиональное сумо, не закончив университета, и поэтому упустил свой шанс поступить в третью лигу (макусита). Он присоединился к хэе Огурума в январе 2004 года сделал дебют, пребывая на уровне маэдзумо. По возрасту он был значительно старше и опытнее, чем большинство его соперников, поэтому произошёл его быстрый подъём по рангам, он победил в двух турнирах лиг дзёнокути и сандаммэ с результатом в 7-0. Сначала он выступал под своим именем Ониси, но, достигнув в июле 2005 года второй лиги (дзюрё), он выбрал новую сикону — Ёсикадзэ.
В январе 2006 года Ёсикадзэ прошёл в высшую лигу (макуути). Для того, чтобы её достичь, ему понадобилось всего лишь 12 турниров с начала выступлений в профессиональной лиге. Это было второе по скорости продвижение с тех пор как система из шести турниров в год была введена в 1958 году. Но до января 2009 года он не мог подняться выше ранга маэгасира и дважды скатывался в лигу дзюрё.
На ноябрьском турнире 2007 года он победил любимца болельщиков Такамисакари, использовав редкую технику утяри (бросок вращением с края ринга). Но в этом турнире он смог победить только в трёх других схватках и скатился на дно лиги. На январском турнире 2008 года он добился показателя 8-7 и остался в лиге макуути.
Его лучшим выступлением в высшей лиге стал ноябрьский турнир 2008 года, где он одержал победу в 11 схватках и получил свой первый Сан-сё специальный приз за боевой дух. Перед январским турниром 2009 года он был повышен до ранга маэгасира № 2. Он выступил с показателем 6-9, что было достаточно похвальным, и одержал незабываемую победу над одзэки Харумафудзи на первом дне турнира. Но на последующих трёх турнирах он выступил с показателем макэ-коси и скатился вниз по рангам. Ноябрьский турнир 2009 года был одним из самых успешных для него, он выиграл девять из десяти своих первых схваток, но к финишу отстал и показал общий результат в 10-5. На сентябрьском турнире 2010 года он достиг показателя 11-4 (с начала турнира был показатель 9-0) и удостоился второго специального приза за боевой дух, который разделил с Такэказе, своим товарищем по хэе. На ноябрьском турнире 2010 года он достиг показателя 8-7 и к январю 2011 вернулся в ранг маэгасира № 2.
В марте 2014 года Ёсикадзе добился результата 10-5 в ранге маэгасиры № 4. Он получил приз за выдающийся боевой дух и впервые поднялся до ранга санъяку, поскольку все его коллеги в звании маэгасиры потеряли очки. В мае 2014 Ёсикадзе поднялся в ранг комусуби, закончив своё долгое пребывание в ранге в макуути (47 турниров). Однако в этом ранге он показал результат в 6-9 и, хотя он сразу же скатился обратно, это был хороший результат для дебютанта. В следующем турнире в Нагое Ёсикадзе победил ёкодзуну Харумафудзи второй турнир подряд, первый раз завоевав кинбоси, находясь в звании маэгасира. Второй кинбоси он заслужил в сентябре, победив ёкодзуну Какурю, однако турнир завершил неудачно с результатом четыре победы из 12 схваток.
В начале 2015 Ёсикадзэ опустился до звания маэгасира № 14, проиграв пять из шести последних турниров. Однако в мае он восстановил позиции, добившись результата 10-5, а на июльском турнире в Нагое достиг своего лучшего результата за карьеру в макуути 12-3, завоевав при этом свой четвёртый приз за боевой дух. Ёсикадзэ сохранил свою превосходную форму до сентября 2015 когда в ранге маэгасира № 1 добился 11 побед, одержав победы над двумя выступающими ёкодзунами: Хакухо и Какурю и удостоился отдельных наград за выдающееся выступление и технику. На ноябрьском турнире 2015 года Ёсикадзэ вернулся в ранг комусуби и в день открытия одержал свою вторую победу над ёкодзуной Какурю. турнир он закончил с показателем 8-7, победив обоих сэкиваке и одзэки Гоэйдо и получив отдельную награду за технику. Такой результат позволил ему в первый раз подняться в ранг сэкиваке, после 59 турниров проведённых в высшей лиге сумо. Это было второе по длительности продвижение после Такеказе (товарища Ёсикадзэ по школе Огурума), которому понадобилось 69 турниров, чтобы подняться до ранга сэкиваке.
Дебют в ранге сэкиваке прошёл для Ёсикадзэ успешно, однако на следующий турнир он проиграл с показателем 4-11 и снова скатился в маэгасиры. На июльском турнире 2016 он добился пятой золотой звезды, победив ёкодзуну Харумафудзи в восьмой раз из тринадцати встреч. Несмотря на травмы лица Ёсикадзэ успешно закончил турнир с показателем 10-5 и получил отдельную награду за выдающееся выступление. На мартовском турнире 2017 года он добился шестой золотой звезды, одержав на десятый день победу над ёкодзуной Какурю.
В отставке с сентября 2019 года. Обладатель тренерской лицензии Накамура.

## Стиль борьбы
Излюбленной техникой Ёсикадзэ (как указано в списке Ассоциации сумо) была цуки-оси (то есть он предпочитал толчки а не борьбе в захвате за маваси). Наиболее часто он побеждал, используя приёмы ёрикири (вытеснение) и осидаси (выталкивание).

## Семья
Ёсикадзэ женился в декабре 2008 года, свадьбу сыграли в октябре 2009 года. У него есть дочь, родившаяся в июле 2009 года и сын.

## Результаты с дебюта в профессиональном сумо
| Год в сумо | Январь Хацу басё, Токио     | Март Хару басё, Осака       | Май Нацу басё, Токио       | Июль Нагоя басё, Нагоя                              | Сентябрь Аки басё, Токио       | Ноябрь Кюсю басё, Фукуока    |
| --- | --------------------------- | --------------------------- | -------------------------- | --------------------------------------------------- | ------------------------------ | ---------------------------- |
| 2004 | (Маэдзумо)                  | Дзёнокути #27 запада 7–0    | Дзёнидан #23 востока 6–1   | Сандаммэ #60 запада 6–1                             | Сандаммэ #6 востока 7–0–P      | Макусита #11 запада 3–4      |
| 2005 | Макусита #16 запада 6–1     | Макусита #5 запада 4–3      | Макусита #3 востока 5–2    | Дзюрё #13 запада 10–4–1                             | Дзюрё #7 запада 8–7            | Дзюрё #5 запада 10–5         |
| 2006 | Маэгасира #13 запада 5–10   | Маэгасира #16 запада 8–7    | Маэгасира #14 запада 9–6   | Маэгасира #9 востока 6–9                            | Маэгасира #12 востока 5–10     | Дзюрё #1 востока 8–7         |
| 2007 | Маэгасира #13 запада 8–7    | Маэгасира #12 запада 5–10   | Дзюрё #1 востока 8–7       | Маэгасира #13 востока 6–9                           | Маэгасира #15 запада 10–5      | Маэгасира #10 запада 4–11    |
| 2008 | Маэгасира #15 запада 8–7    | Маэгасира #12 запада 6–9    | Маэгасира #14 запада 7–8   | Маэгасира #15 востока 8–7                           | Маэгасира #11 востока 7–8      | Маэгасира #12 востока 11–4 Д |
| 2009 | Маэгасира #2 запада 6–9     | Маэгасира #4 запада 7–8     | Маэгасира #5 запада 4–11   | Маэгасира #12 запада 6–9                            | Маэгасира #15 востока 9–6      | Маэгасира #9 востока 10–5    |
| 2010 | Маэгасира #5 востока 6–9    | Маэгасира #9 запада 5–10    | Маэгасира #13 востока 9–6  | Маэгасира #8 запада 5–10                            | Маэгасира #11 запада 11–4 Д    | Маэгасира #5 востока 8–7     |
| 2011 | Маэгасира #2 запада 4–11    | Отмена басё 0–0–15          | Маэгасира #7 запада 9–6    | Маэгасира #1 запада 7–8                             | Маэгасира #2 запада 6–9        | Маэгасира #5 запада 7–8      |
| 2012 | Маэгасира #6 востока 9–6    | Маэгасира #2 запада 3–10–2  | Маэгасира #9 запада 8–7    | Маэгасира #8 востока 7–8                            | Маэгасира #10 востока 7–8      | Маэгасира #10 запада 8–7     |
| 2013 | Маэгасира #8 востока 7–8    | Маэгасира #9 запада 9–6     | Маэгасира #6 востока 7–8   | Маэгасира #7 запада 7–8                             | Маэгасира #8 запада 6–5–4      | Маэгасира #13 востока 8–7    |
| 2014 | Маэгасира #11 запада 10–5   | Маэгасира #4 востока 10–5 Д | Комусуби востока 6–9       | Маэгасира #2 запада 7–8 ★                           | Маэгасира #3 запада 7–8 ★      | Маэгасира #4 запада 4–8–3    |
| 2015 | Маэгасира #11 запада 8–7    | Маэгасира #9 востока 5–10   | Маэгасира #14 востока 10–5 | Маэгасира #8 востока 12–3 Д                         | Маэгасира #1 запада 11–4 ВТ★   | Комусуби запада 8–7 Т        |
| 2016 | Сэкивакэ #1 запада 8–7      | Сэкивакэ #1 востока 4–11    | Маэгасира #4 востока 7–8   | Маэгасира #5 запада 10–5 В★                         | Маэгасира #1 запада 7–8        | Маэгасира #2 запада 6–9      |
| 2017 | Маэгасира #5 запада 8–7     | Маэгасира #4 востока 8–7 ★  | Комусуби #1 запада 8–7 Т   | Комусуби #1 востока 9–6                             | Сэкивакэ #1 запада 8–7 Т       | Сэкивакэ запада 6–9          |
| 2018 | Маэгасира #2 востока 4–11 ★ | Маэгасира #7 запада 7–8     | Маэгасира #8 востока 8–7   | Маэгасира #5 запада 2–13                            | Маэгасира #15 запада 11–4      | Маэгасира #4 запада 7–8      |
| 2019 | Маэгасира #5 запада 3–12    | Маэгасира #12 запада 10–5   | Маэгасира #6 запада 4–11   | Маэгасира #11 востока Пропустил из-за травмы 0–0–15 | Дзюрё #7 запада Отставка 0–0–5 | x                            |
| Результат приведен как победил-проиграл-снялся Победа Малый кубок Отставка Не выступал в макуути Специальные призы: Д=За боевой дух (Канто-сё); В=За выдающееся выступление (Сюкун-сё); Т=За техническое совершество (Гино-сё) Ещё показаны: ★=Кимбоси; P=Участие в дополнительном финале Лиги: Макуути — Дзюрё — Макусита — Сандаммэ — Дзёнидан — Дзёнокути Ранги макуути: Ёкодзуна — Одзэки — Сэкивакэ — Комусуби — Маэгасира |                             |                             |                            |                                                     |                                |                              |